# نیکو شولتس
نیکو شولتس (آلمانی: Nico Schulz؛ زادهٔ ۱ آوریل ۱۹۹۳) بازیکن فوتبال اهل آلمان است.
از باشگاه‌هایی که در آن بازی کرده‌است می‌توان به هرتابرلین، بروسیا مونشن‌گلادباخ، هوفنهایم و بروسیا دورتموند اشاره کرد.
وی همچنین در تیم ملی آلمان بازی کرده‌است.